# Влашке плашинте
Влашке плашинте или палачинке је карактеристично традиционално јело ђердапског краја, најчешће се припрема за доручак или вечеру.
Након што се од брашна, воде и соде бикарбоне (квасца) умеша тесто, развија се оклагијом, премазује мешавином јаја и мрвљеног сира, преклапа и пржи у врелој масноћи. Плашинте се служи и топле и хладне.